# Raúl Alfredo Ascanio Chirino
Raúl Alfredo Ascanio Chirinos es un presbítero de la Iglesia Católica incardinado a la Arquidiócesis de Calabozo, actualmente es el vicario general de la misma y párroco de la Iglesia Matriz "San Juan Bautista" de San Juan de los Morros, estado Guárico, Venezuela.

## Su Vida
Nació en la población de Las Mercedes del Llano, Estado Guárico; el 10 de octubre de 1963, en el seno de una humilde familia llanera encabezada por Don Antonio José Ascanio del Corral y Doña Eustiquia  Chirinos de Ascanio, siendo el tercero de seis hermanos.

## Estudios
Cursó estudios de Primaria en la Escuela "Rafael Paredes", de su pueblo natal. Realizó estudios de Bachillerato en Latinidad y Humanidades en el Seminario Menor "San José" de Calabozo, siendo recibido en esa casa de formación por el Siervo de Dios Excmo. Mons. Miguel Antonio Salas; Primer Eudista Venezolano, VI Obispo de Calabozo y posteriormente Arzobispo Metropolitano de Mérida.
A la llegada de Mons. Helímenas de Jesús Rojo Paredes, CJM (VII Obispo de Calabozo y Primer Arzobispo Metropolitano de esa Sede Episcopal); es enviado a cursar estudios de Filosofía en Seminario Mayor "Divina   Pastora" de la Arquidiócesis de Barquisimeto. Luego, fue trasladado al Seminario Mayor Arquidiocesano "San Buenaventura" de la Arquidócesis de Mérida donde cursa los Estudios Teológicos, propios de la Formación Sacerdotal.

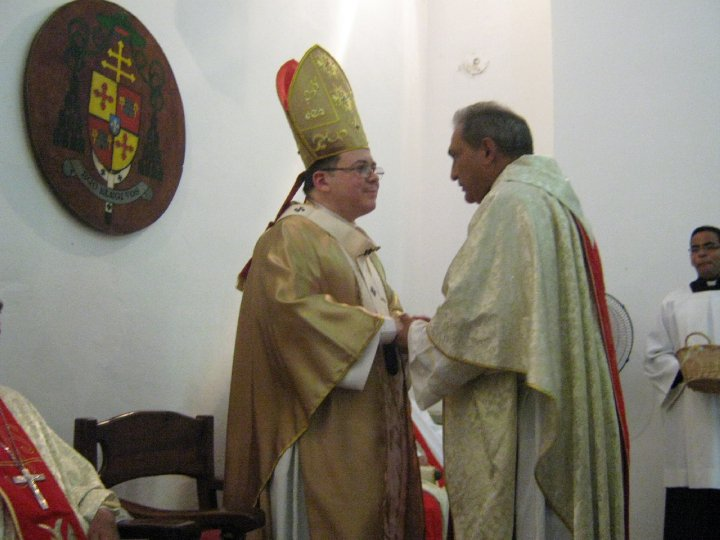

Además, es Licenciado en Teología Pastoral con mención honorífica "Magna cum Laude" de la Pontificia Universidad Lateranense de Roma. También posee una Licenciatura en Educación en Venezuela, sumado a los diversos diplomados y cursos realizados tanto en Venezuela, como en el exterior (especialmente en Pastoral Castrense).

## Sacerdocio
Mons. Raúl Alfredo Ascanio Chirinos fue ordenado Presbítero de la Iglesia católica el 21 de mayo de 1988 en la Santa Iglesia Catedral de la Villa de Todos los Santos de Calabozo, por imposición de manos y oración consecratoria del Excmo. Mons. Helímenas de Jesús Rojo Paredes (hoy Arzobispo Emérito de Calabozo).

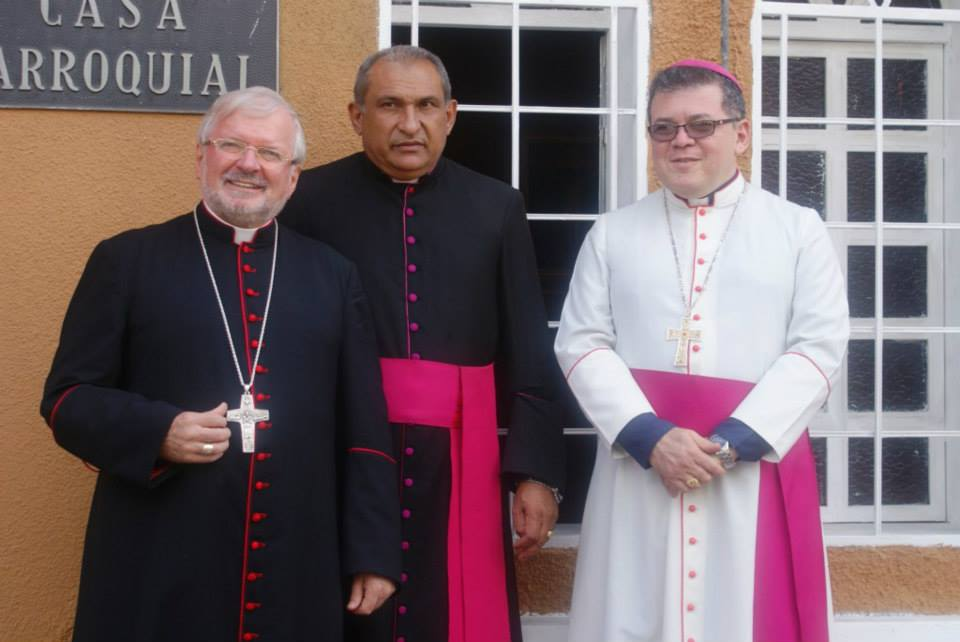

El día 31 de marzo del año 2005 fue nombrado Capellán de Su Santidad por el Papa San Juan Pablo II, recibiendo de esta manera el título honorífico de "Monseñor". Dos días después de recibir este título, el 2 de abril de 2005 Juan Pablo II muere.

## Cargos Ocupados
Ha sido Canciller de la Arquidiócesis de Calabozo, vicario episcopal y vicario para la planificación pastoral (tanto de la Arquidiócesis de Calabozo, como del Ordinariato Militar de Venezuela) y vicario general, cargo que le ha sido confiado sucesivamente por tres arzobispos de Calabozo. En 2018 fue ratificado en el cargo de  vicario general por tres años más, por parte del actual arzobispo metropolitano de Calabozo.
Además ha servido a la iglesia en calidad de gobernador eclesiástico y administrador apostólico "Sede Vacante" de la Arquidiócesis Metropolitana a la que pertenece con jurisdicción episcopal para administrar los negocios, temporales y espirituales.

## Servicios Pastorales

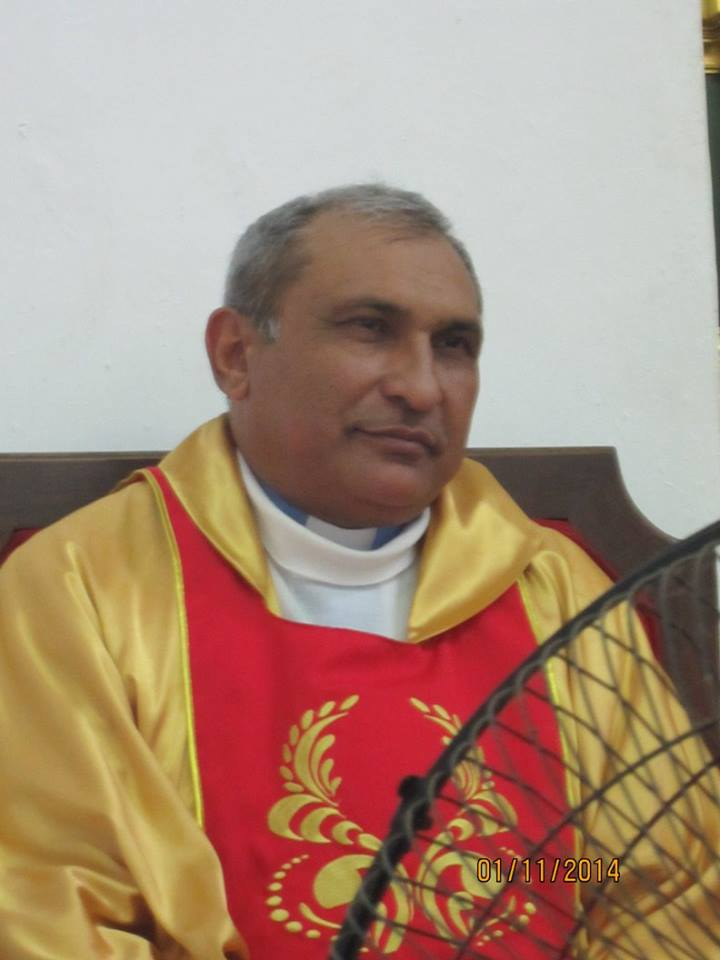
Vicario general de la Arquidiócesis de Calabozo

A lo largo de los años, Mons. Ascanio ha ejercido su ministerio sacerdotal en las siguientes Parroquias:
En calidad de vicario cooperador: 
- Parroquia Catedral de Todos los Santos de Calabozo.

En Calidad de Párroco: 
- Parroquia "San José", de San José de Tiznados.
- Parroquia "Nuestra Señora de la Mercedes",  de Calabozo.
- Catedral Metropolitana de la Villa de Todos los Santos de Calabozo.
- Parroquia Matriz "San Juan Bautista" de San Juan de los Morros (2001-Actualidad).

Cabe destacar que Monseñor Raúl Alfredo es Sacerdote Asimilado al Ordinariato Militar de Venezuela y actualmente ostenta el rango jerárquico de Coronel (As) de la Guardia Nacional Bolivariana.